# Headless Horseman – Pakt mit dem Teufel
Headless Horseman – Pakt mit dem Teufel (Originaltitel Headless Horseman) ist ein US-amerikanischer Horror-Actionfilm aus dem Jahr 2022 von Jose Prendes, der auch das Drehbuch schrieb.

## Handlung
Angel Cregar ist ein rücksichtsloser Boss eines Drogenkartells. Er herrscht mit eiserner Faust und hat auch keine Probleme damit, abtrünnig werdende Komplizen zu töten, oder Mitarbeiter, die sich selbst an den Drogen bedienen. Ihn selber plagen die Erinnerungen aus seiner Zeit an der High School, da er nie darüber hinweg gekommen ist, dass er von Sophia, seiner damaligen Jugendliebe, eine Abfuhr erhalten hat. Daher beschließt er, sie suchen zu lassen und sie dazu zu zwingen, ihn zu heiraten. Als er sie schließlich ausfindig machen kann, lehnt sie ihren Heiratsantrag ab. Stattdessen verlobt sie sich mit Brandon.
Angel und seine rechte Hand Fleck kommen zu dem Entschluss, Brandon töten zu lassen. Daher beauftragen sie ihre Handlanger, gemeinsam mit ihnen das Leben Brandons zu beenden und Sophia mit Gewalt zu entführen. Brandon erleidet tödliche Verletzungen an Kopf und Hals und entgeht nur knapp einer Enthauptung. Im Sterben liegend erscheint Brandon der Teufel und schlägt Brandon vor, einen Pakt mit ihm zu schließen, um Sophia zu retten und seine Mörder ihrer gerechten Strafe erhalten zu lassen. Um seine Feinde zu töten, erhält er vom Teufel mit Klingen besetzte Handschuhe und sein Kopf kann sich in eine brennende Kürbislaterne verwandeln. Der Nachteil seiner neu gewonnenen Kraft ist die, dass er wie ein Vampir leben muss und sich vom menschlichen Blut ernähren muss. Nach und nach eliminiert er Cregars Leute.

## Hintergrund

### Produktion
Der Film orientiert sich lose an The Legend of Sleepy Hollow. Er entstand in Los Angeles. Die Fähigkeiten die Brandon erhielt, erinnern an die Hände von Wolverine und die des Imperators aus Star Wars.
Prendes äußerte sich in einem Interview als „großer Bewunderer der Originalgeschichte von Sleepy Hollow“ und sagte, dass er mit einer Mischung aus Michael-Mann- und Superheldenfilm „das perfekte Erscheinungsbild für den Film“ gefunden hätte und die zentrale Figur als Anti-Held am besten gelingen würde.

### Veröffentlichung
Der Film erschien am 14. Oktober 2022, zwei Wochen vor Halloween, in den USA. In Deutschland startete er ab dem 25. Mai 2023 in den Videoverleih.

## Rezeption
Oliver Armknecht beurteilt die Effekte in seiner Filmreview für Film-Rezensionen als billig. Er findet, dass man über den im Film gezeigten „Trash“ in den „ersten Szenen über diesen Blödsinn sogar lachen“ kann, aber gestreckt auf „fast anderthalb Stunden“ sei das zu wenig, da „der beste Witz wird nach mehreren Wiederholungen langweilig“. Final vergibt er drei von zehn möglichen Punkten und findet, dass der Film aufgrund billiger Machung und des kurzweiligen Humos bei „feuchtfröhlichen Trash-Videoabenden“ funktionieren kann, aber insgesamt kaum unterhaltsam sei.
Jim Morazzini auf Voices From The Balcony sieht Parallelen zu Sleepy Hollow mit Johnny Depp und Ghost Rider mit Nicolas Cage. Da Brandon sich nach seinen erhaltenen Fähigkeiten von Menschenblut ernähren muss, gibt es Andeutungen zu Morbius. Er kritisiert die „schrecklich kitschige romantische Szenen“ zwischen Brandon und Sophia sowie das CGI.
Aufgrund zu weniger Abstimmungen hat der Film auf Rotten Tomatoes keine Wertung. In der Internet Movie Database hat der Film bei über 200 Stimmabgaben eine Wertung von 3,0 von 10,0 möglichen Sternen (Stand: April 2024).